# Protaetia miyakoensis
Protaetia miyakoensis är en skalbaggsart som beskrevs av Niijima och Sôichirô Kinoshita 1923. Protaetia miyakoensis ingår i släktet Protaetia och familjen Cetoniidae. Inga underarter finns listade i Catalogue of Life.